# 商震
商震（1888年9月21日—1978年5月15日），字啓予（又作起予），祖籍浙江省紹興县，生于直隶省順天府大城县（一说保定府），中华民国军事将领，陆军二级上将。历任绥远都统、河北省政府主席、山西省政府主席、天津市市长、河南省政府主席。抗战时期任第二十集团军总司令、第六战区司令长官，军事委员会办公厅主任、战后任中国驻美军事代表团团长，国民政府参军长、中国驻日代表团团长。晚年侨居日本，于1978年5月15日在东京逝世，享年89岁。

## 生平
商震年幼父母早逝，其舅父不斷的予以奧援，因此得以完成學塾教育。

### 清朝時代
1905年（清光緒三十一年），商震考入保定北洋陸軍速成学堂（後来的保定陸軍軍官学校）洋文班，學習英文與日語。不久後便被革命派吸收，加入同盟會，但是遭到校方查獲，於光緒三十二年（1906）以「煽動革命」罪名開除。隨後商震至瀋陽協助同盟會同志蔣慕譚、陳幹等人開辦學校授教，並趁機傳達革命理念，並在光緒三十三年（1907）以課稅問題組織發動「遼陽民變」，但是遭到官府查緝逮捕。在營救獲釋後遁逃日本。
宣統元年（1909），同盟會指示商震返國，在東北長春長春日報社內潛伏，協助熊成基建立革命黨據點。但是因熊成基遭到出賣被捕，商震的身分也連帶曝露，被迫潛逃至遼寧省錦州。宣統二年（1910），商震考入錦州的新軍隨軍學堂，隔年從學軍學堂畢業，轉入奉天講武堂繼續就學，並在講。在講武堂時代，其所屬的學兵營指揮官為革命黨人彭家珍，藉由彭家珍的引薦，商震結識了陸軍第二十鎮內的革命黨員，包括東北同盟會成員，同時為二十鎮統制的張紹曾、二十鎮四十協七十九標營長施從雲、二十鎮參謀馮玉祥等人。在此時商震與馮玉祥结为盟兄弟。
武昌革命爆發後，在東北的革命黨員成立聯合急進會。11月17日，在奉天聯合急進會的命令下，商震與程起陆、祁耿寰、徐镜心、石磊等人赴遼陽計畫武裝起義（遼陽起義）。11月28日，商震與程起陸在遼陽城高麗門外郭家店集結了約200人，但最後遭到東三省總督趙爾巽派遣的陸軍第二混成協巡兵營鎮壓，缺少武裝的起義軍隨即折損大半，商震因此逃入大連租界，收容安置在東北起義失敗的革命黨員，收容的革命黨員推舉商震為「關外民軍總司令」，並持續訓練。在南北議和，1912年3月清室退位後，關外民軍移防山東省烟台，等待整編。

### 中華民國初期
民國元年（1912）8月，商震在山東煙台首次與孫中山碰面。民國二年（1913）1月，關外民軍兵變，為煙臺兵變，商震最後以借款發餉平息這場動亂。煙台兵變後，失去部隊的商震進入中华民国北京政府陸軍部擔任顧問。同年夏季二次革命爆發，袁世凱懷疑商震參與該次反叛，指示京畿軍政執法处处長陸建章將其逮捕。最後在其舊識，同時與陸建章有說媒之緣的馮玉祥以及劉冠三援助，商震無罪開釋。在此事之後，商震得到陸建章的提攜，進入陸建章體系的單位服務。
1914年（民国三年）2月，商震被陸建章任命为河南省倉庫总办。同年，陸建章所率領的陸軍第7師被袁世凱下令赴陝西省镇压馬賊白朗，商震此時編入陸建章之子陸承武所率領的混成團擔任幹部，為，並與陸承武成為結拜兄弟。隨著陸承武的部隊被擴編為陝西第一混成旅後，商震先是從營長升任第一團（團長葛光庭）副團長，在葛光庭升任後陝西第四混成旅旅長後，商震先是擔任第一團團長，後轉任第一混成旅第二團團長。1916年（民国五年）6月，護国战争中，擁護袁世凱的陸建章遭到陝西討袁軍的陳樹藩給擊潰，陸承武所指揮的混成旅遭到重創，陸承武也被陳樹藩俘虜。
商震敗逃越過黃河，藉由葛光庭的引薦，葛光庭的同學，同時也是山西督軍閻錫山接受商震投靠，並且給予其禮遇，部隊改組為山西路軍第四混成團，商震擔任該團團長。但為了確保商震部隊的忠誠，閻錫山將其舊部整編為兩個營，並將該團第三營則是由晉軍補入，並由閻的親信楊愛源擔任營長。

### 晉系軍閥時代
商震投靠閻錫山後，民國六年（1917）部隊再次改組，成為山西陸軍第一混成旅，商震升任旅長。雖然獲得升官，但是閻錫山藉此將其所屬親信升任團長，並架空其指揮權。同年6月，張勳發動丁巳復辟，閻錫山派遣商震、馬開崧的第一、第二混成旅至北京鎮壓張勛軍。同年9月，湖南零陵鎮守使劉建藩加入護法軍，企圖推翻湖南都軍傅良佐，反對北京國民政府，閻錫山遂與段祺瑞結盟，派遣山西陸軍第一混成旅加配炮兵營（營長周玳）討伐湖南（援湘）。商震部隊進入湖南後接受傅良佐指揮，與舊桂系在永豐激戰，但是最後因傅良佐遁逃，商震率部撤入湖南湘潭市時，遭到湖南省軍給包圍投降，全旅覆滅。商震因為曾學過英文，在被關押期間獲得基督教青年會牧師協助遁逃漢口，最後在閻錫山原諒下，商震返回山西繼續為閻錫山效力。
民國七年（1918）返回山西省後，商震仍然續任山西陸軍第一混成旅旅長，重整部隊；商震同時兼任山西學兵團團長，為晉綏軍培養基層軍官。同年參與靖國軍的陝西軍閥郭堅發兵進入山西省，閻錫山派遣晉南镇守使張培梅率兵禦敵，並任命商震為副指揮派兵增援，該役殲滅數百人，擊退陝西軍閥進入山西的企圖。
民國九年（1920），閻錫山計畫擴張山西兵工產能，將山西陸軍修械所與山西銅元局合併為山西軍人工藝實習廠（山西兵工廠），由商震擔任總辦（廠長）。在商震的營運下，山西兵工廠開始可製造槍械彈藥。
民國十四年（1925），晉系擴軍，商震升任山西陸軍第一師師長，下轄第一旅（旅長傅存懷）、第二旅（旅長王嗣昌），同年冬季，國民軍系的建國豫軍總司令樊鍾秀從河南省發兵进攻山西，擊敗了蔡榮壽指揮的山西陸軍第10旅，一時山西危急，商震出兵迎擊并取胜，樊鍾秀部隊敗退撤回河南。因此戰戰功，商震在晉系中的聲譽獲得平反。
民國十五年（1926），國民軍與其它北洋軍閥的戰爭升溫，閻錫山與直系、奉系軍閥結盟對抗馮玉祥與其盟友，直奉聯軍在南口大战擊敗國民軍，国民軍撤离南口，晉系趁國民軍實力大傷的機會出兵，雖然西北軍一度奪占山西省北部，但是商震率領的山西陸軍第一師將入侵山西省的國民軍消滅，北征占領綏遠省部分地區。同年9月，商震任綏遠都統。阎锡山派心腹、代县人冯曦(字子和)任实业厅(后改称建设厅)长兼垦务督办，商如外出冯即代理都统处理政事。阎锡山批准了商震收编独立队土匪的想法，扩编王英为晋军骑四师，满泰为骑五师，石杰与黎明各为独立骑兵师，刘会文和陈玉甲各为绥远警备旅。
民国十六年(1927年)三月二十八日，国民党绥远区党部(中共绥远地委)组织归绥蒙、汉农民学生、工人、教职员五千多人，在城南孤魂滩召开绥远难民请愿大会，揭露当局清丈土地、开放烟禁、强加捐税、不恤灾民的暴政。大会由国民党人李正乐主持，中共路作霖等人讲了话。会后，群众队伍浩浩荡荡开进归绥旧城游行示威，砸烂了清丈局，捣毁了县衙门及知事冯延铸的公馆，终于迫使商震答应了群众提出的条件。惟对撤销冯曦职务一条持保留态度。商震向群众推出的谈判代表说:“这我作不了主.须请示阎总司令才能决定。”绥远的国民党便由纪亮、焦守显、潘秀仁、财政厅厅长张遐民、李正才（黄埔四期）等组成“清党委员会”，扣捕了杨晓曙等，不少共产党跑到“老一团”隐蔽起来。
1927年6月中旬，商震奉阎锡山命，在归绥城北的小教场召开群众大会，悬挂青天白日满地红国旗，宣布服膺三民主义，參加北伐，7月任第1軍团軍团長，9月兼任第三集团軍左路总指揮。沿京绥铁路进攻北平的奉系。1928年（民国十七年）4月，商震先后攻取保定、北京、天津等地。6月，被任命为河北省政府主席。10月，任国民政府軍事委員会委員。11月，以北伐之軍功，任平津警備副司令（代理司令）。

### 脱离晋系
1929年（民国十八年）3月，商震当选中国国民党第3届候補中央監察委員。商震部隊在省外活動的時候，閻錫山多次獲得商震遭到南方政府行賄收買的情資，同時有傳聞商震向洋行私自購入軍械，閻錫山对商震的忠誠度产生疑虑。同年10月，閻錫山将商震召還山西，任命其为有名無实的山西省政府主席。翌年，中原大战爆發，商震因削除軍權，因此未領兵參戰。閻錫山因此戰戰敗下野寓居大連，晉系部隊則被東北軍改編為四個軍，商震擔任國民革命軍第三十二軍軍長。
反蒋軍敗北後的1931年（民国二十年）1月，商震留任山西省政府主席，并兼任民政厅厅長。4月，張学良在北平組織陸海空軍副总司令行营。7月，石友三發兵反蔣，趁此機會商震在未得到上層允諾下指揮其親信舊部，國民革命軍第67師198旅（旅長黃光華）、199旅（旅長高鴻文）發兵呼應南京國民政府。得到張學良的庇蔭，同年8月，商震8月辞任山西省政府主席，脱离了晋系。同時三十二軍也脫離晉系，成為中央軍系部隊。

### 華北的活動
1932年（民国二十一年）10月，为应对九一八事变後的日軍，商震出任国民政府軍事委員会北平分会代理委員長。1933年（民国二十二年）2月，日军威胁長城，商震被張学良任命为華北第二軍团司令。商震积极抗战，但在3月敗退。5月31日，塘沽協定締結，商震的第三十二軍撤往北平南苑。同年10月，商震同在北京近郊的吉鴻昌、方振武领导的察哈爾民众抗日同盟軍交涉，令二人最终投降（但是二人都很快逃走）。
1935年（民国二十四年）4月，商震获授二級上将位。6月，作为秦土協定的一環，河北省政府主席于学忠被罷免，商震被任命为河北省政府主席。6月，兼任天津警備司令。此时，日本方面策动商震成立親日政府，被商震拒絶。同年12月，商震辞去各職，1936年（民国二十五年）1月，转任河南省政府主席。2月，蒋介石命其入山西省讨伐中国工农紅軍，商震对此采取不合作的态度。

### 抗日战争

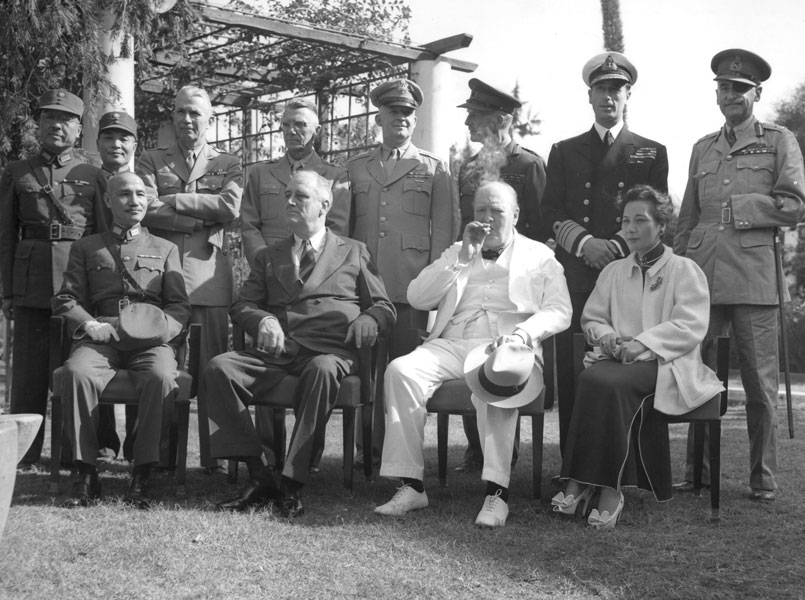
開羅會議期間的商震（最左）

抗日战争爆发后，1937年（民国二十六年），商震任抗日战争第一战区第二十集团軍总司令兼第三十二軍軍長，在平漢线迎击日軍，但却败退。1938年（民国二十七年），配属第九战区，参加武漢会战；10月在南昌受洗，加入美以美會。1939年（民国二十八年）3月，升任第九战区副司令長官，辅佐司令長官薛岳，进行了第一次、第二次長沙戰役。10月，转任第六战区副司令長官，翌年2月升任第六战区司令長官，驻扎衡陽。
同年中，商震被召还重慶，任中央軍事委員会办公厅主任。翌年10月，兼任中央軍事委員会外事局局長。1941年，代表中國軍事考察團於5月抵達新加坡，考察各處防禦工事。1943年（民国三十二年），随蒋介石出席开罗会議。1944年（民国三十三年）3月，奉派担任中国駐美国軍事代表团团長，向美国总统富兰克林·罗斯福报告中国的軍事情勢。 

### 晩年
抗日战争終結後的1945年（民国三十四年）9月，任国民政府参軍長。1946年（民国三十五年）1月，兼任联合国军事参谋团中国代表团首席代表。1947年（民国三十六年）4月19日，國民政府特派商震為盟國對日委員會中國代表兼中國駐日代表團團長:8337。5月，商震任對日理事會中国代表，赴日本。于5月10日抵達東京。:8352
但是，商震反对第二次国共内战的推進，于1949年（民国三十八年）5月辞去对日理事会中国代表职务，留居日本。
蒋介石多次劝商震赴台湾，商震未予采纳，且对中華人民共和国抱持好感。1974年和1975年，商震归国，同周恩来、朱德、葉剑英等人会谈。
1978年5月15日，商震在東京都病逝。享年90（满89歳）。商震的遺骨被送回中国，安放在八宝山革命公墓。

## 荣誉
- 青天白日勋章（1945年12月15日批准[9]）